# 2-06-33

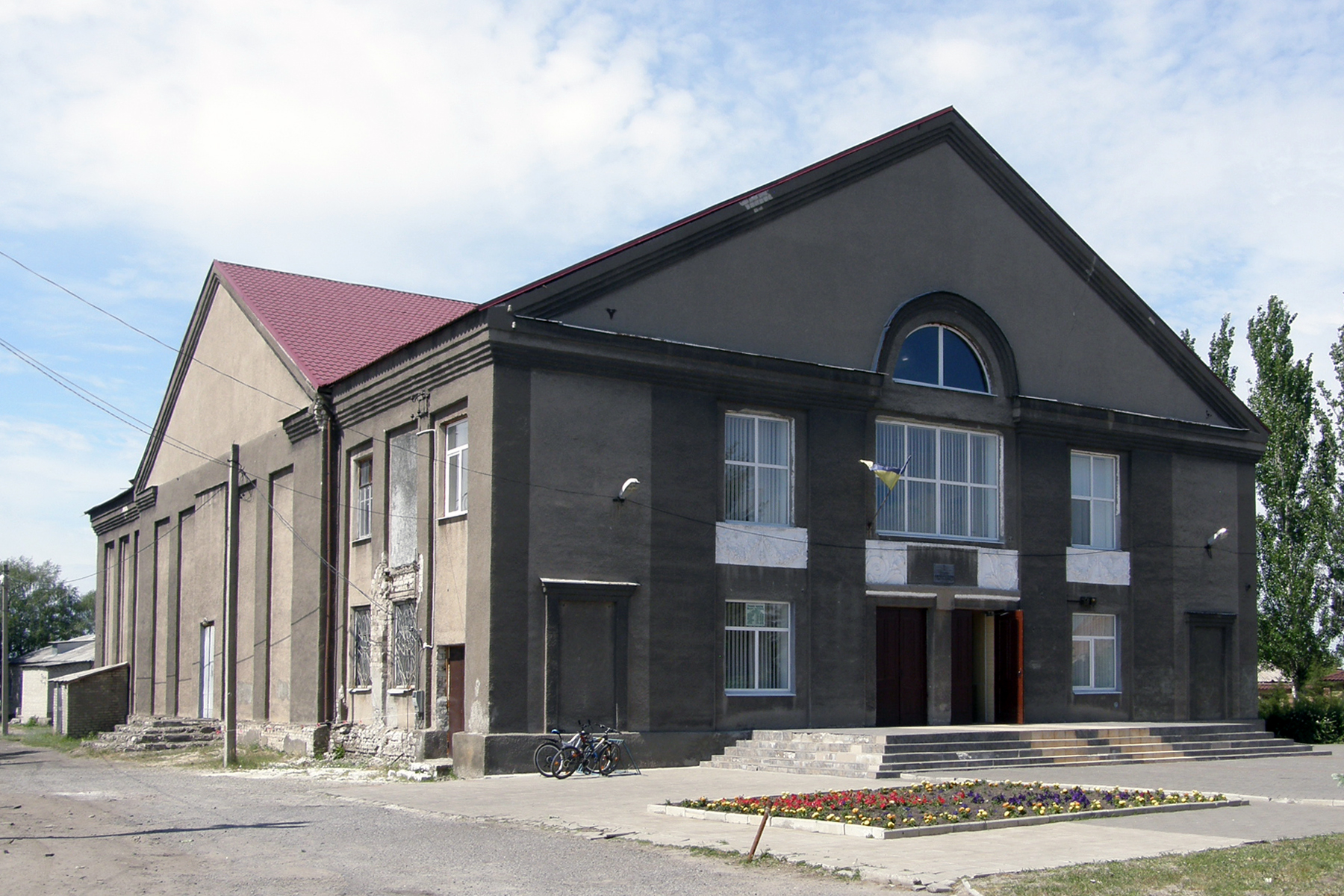
г. Лиман, Центр культуры и досуга

2-06-33 — типичный проект сельского клуба со зрительным залом на 400 мест. Архитекторы Вавровский Николай Михайлович и И. И. Султанов, Академия архитектуры и строительства СССР и «Мосильпроект» Министерства городского и сельского строительства РСФСР. Здания по проекту 2-06-33 построены в России, Белоруссии и Украине.

## Описание
Представляет собой двухэтажное здание со стенами из кирпича или шлакоблока. Площадь постройки 988 м², полезная площадь 1067 м², объем 7199 м³. План здания и все фасады симметричны. Узнаваемыми чертами являются фронтоны на главном и верхние части бокового фасадов: на главном фронтон занимает всю ширину, его карниз прерывается полукруглым окном; на боковом опирается на 5 проемов окон. На главном фасаде расположены 5 проемов, крайние проемы без окон, средний проем имеет большое окно на втором этаже и разделен колонной на две двери вход на первом. Боковой фасад имеет по бокам от фронтона три проема, в центре фасада может быть запасный выход.